# Ernest Gellibert des Seguins
Pour les articles homonymes, voir Famille Gellibert des Seguins.
Ernest Gellibert des Seguins est un homme politique français né le 27 février 1825 à Toulouse (Haute-Garonne) et mort le 3 octobre 1868 à Saint-Laurent-de-Belzagot (Charente).

## Biographie
Fils de Nicolas-Prosper Gellibert des Seguins et de Marie-Félicie de Labroquère (descendante d'une maison de la noblesse de robe toulousaine). En 1848, il épousa une cousine, Gabrielle Gellibert, fille d'Alexis Gellibert des Seguins.
Avocat au barreau d'Angoulême, Ernest fut élu député au Corps législatif en janvier 1859 après la démission de son père. Membre de la majorité bonapartiste et candidat officiel, il fut réélu en 1863.
Passionné par l'histoire de son département et de l'Angoumois, il fut l'auteur de plusieurs articles et ouvrages ainsi que le président de la Société archéologique et historique de la Charente. Il présida également (à partir de 1863) la Société d'agriculture du département.
Nommé chevalier de la Légion d'honneur en 1863, il fut élu la même année conseiller général dans le canton de Montmoreau-Saint-Cybard.
Il mourut le 2 octobre 1868 en son château de Champrose (commune de Saint-Laurent-de-Belzagot, près de Montmoreau-Saint-Cybard), qu'il avait acquis sous la Deuxième République.

## Sources
- « Ernest Gellibert des Seguins », dans Adolphe Robert et Gaston Cougny, Dictionnaire des parlementaires français, Edgar Bourloton, 1889-1891 [détail de l’édition]